# Aromatické aminokyseliny
Aromatická aminokyselina je aminokyselina obsahující aromatické jádro; z 20 základních proteinogenních aminokyselin sem patří histidin, fenylalanin, tryptofan, a tyrosin.

Histidin
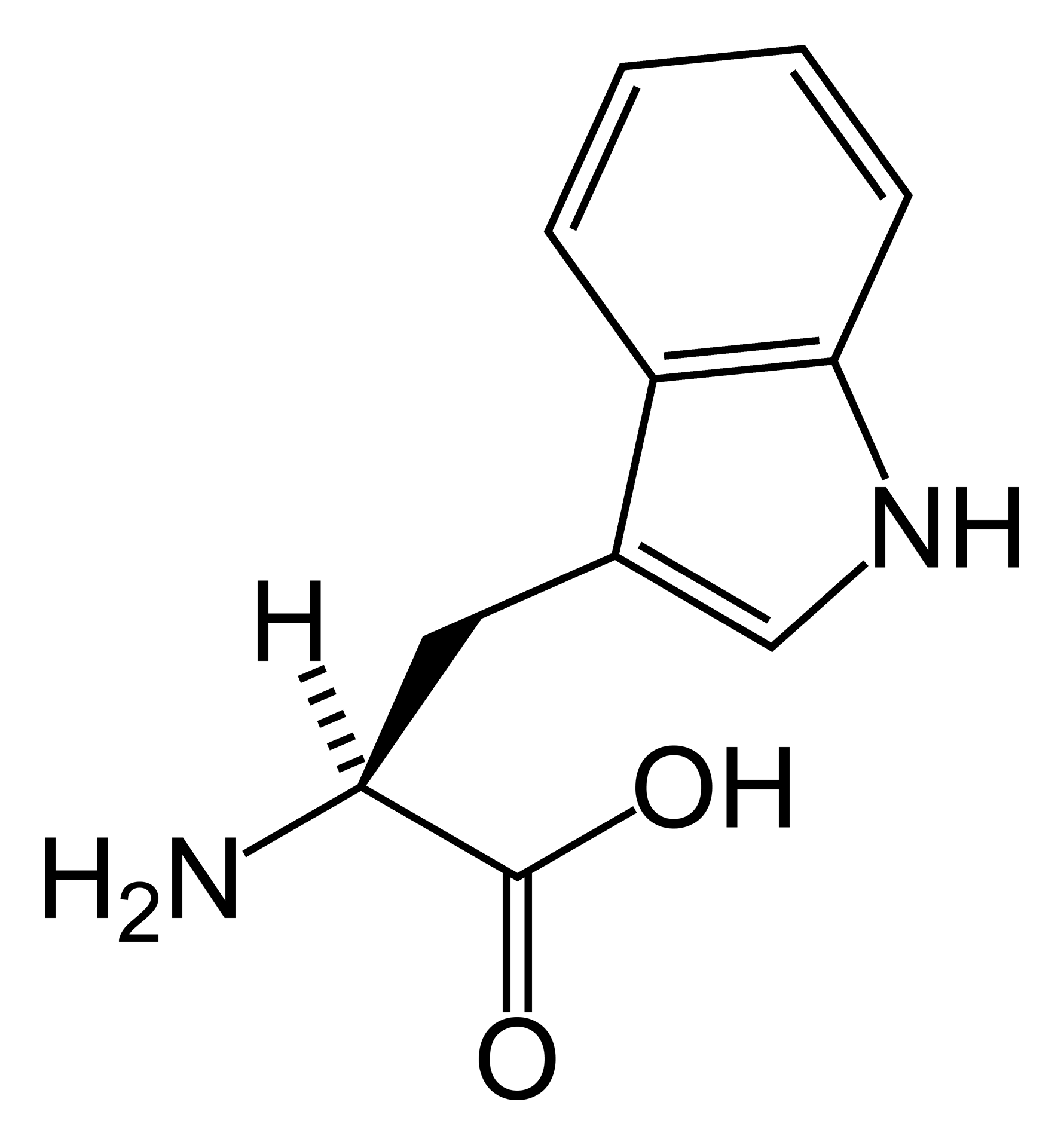
Tryptofan
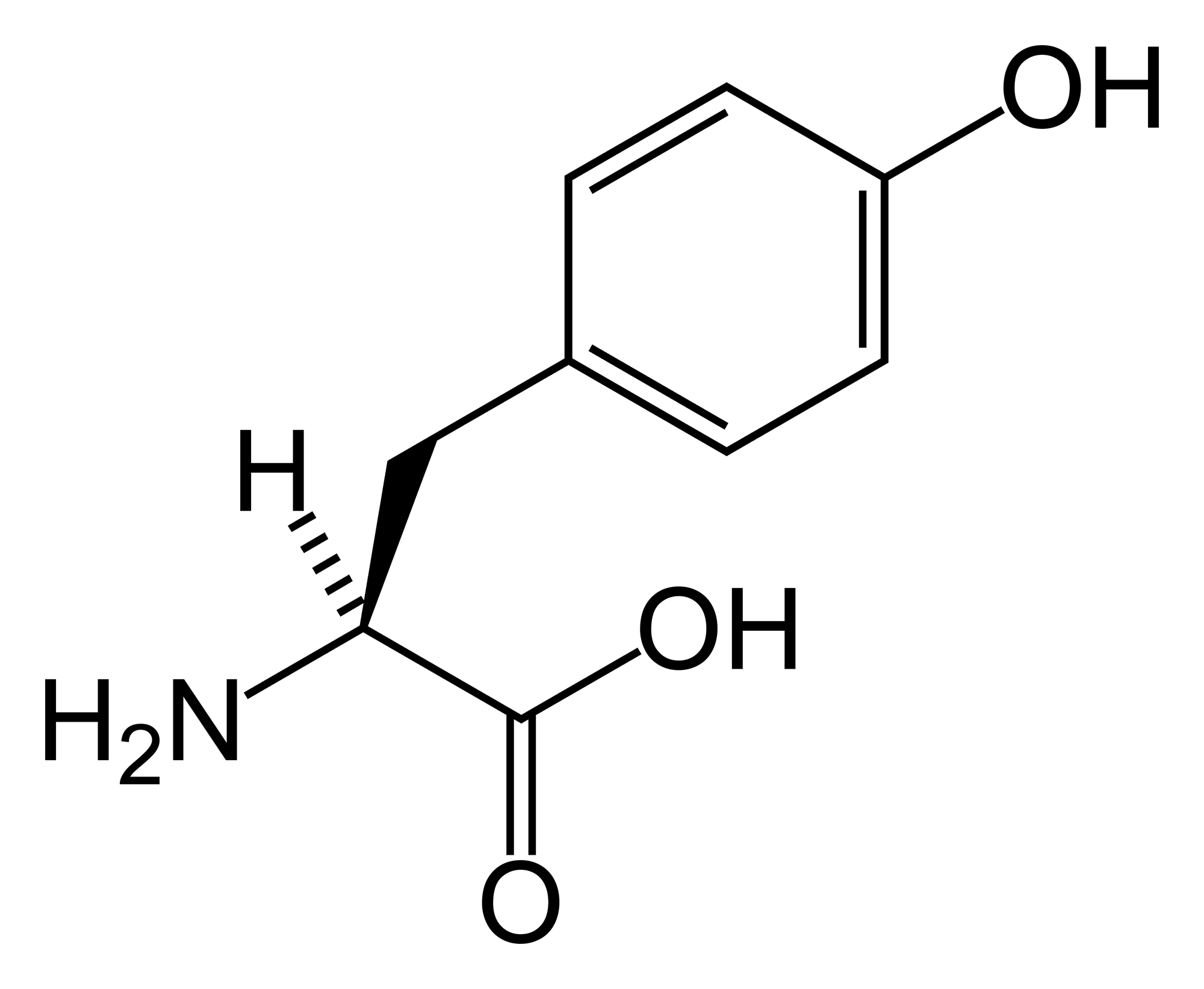
Tyrosin
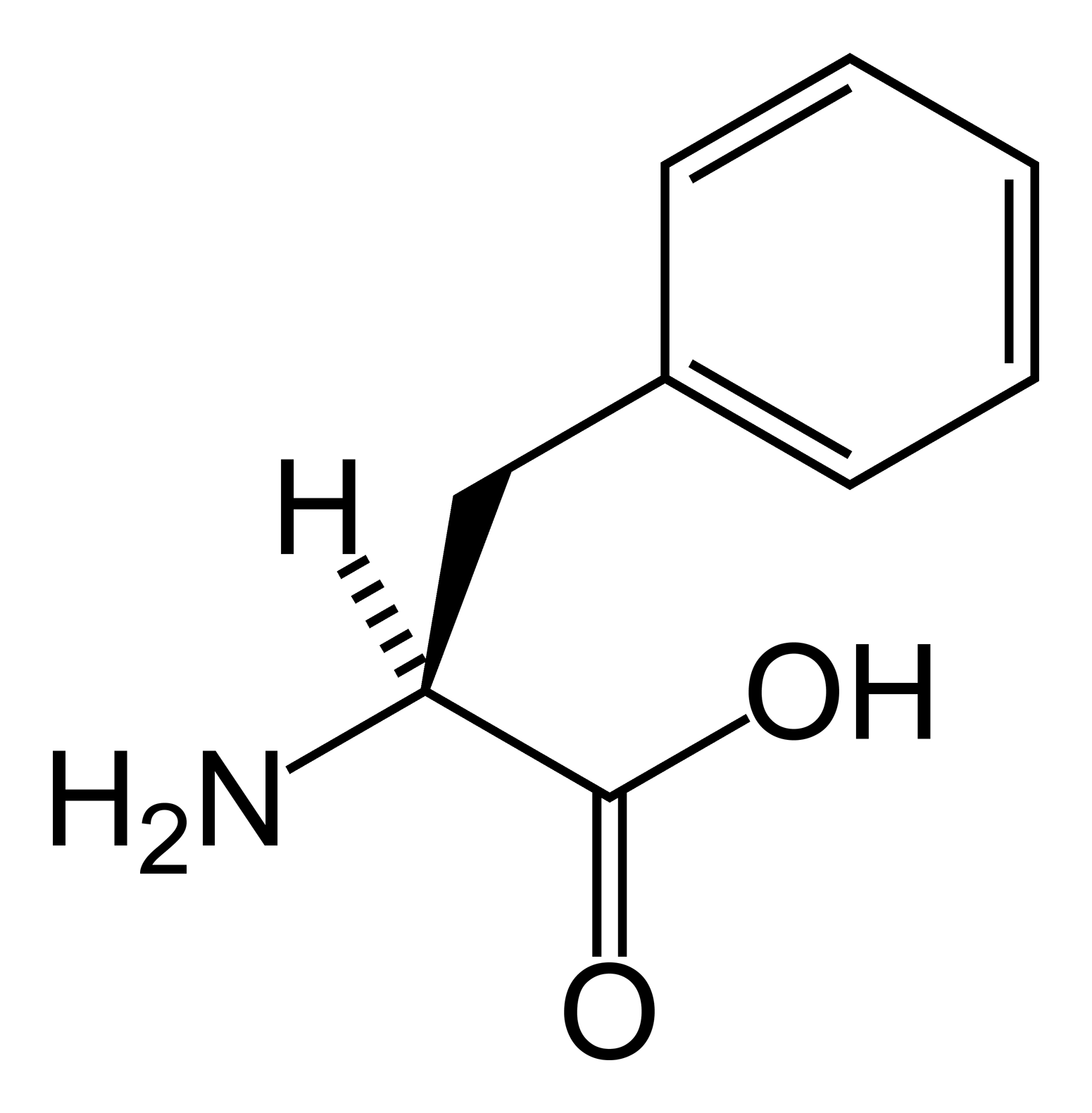
Fenylalanin

## Vlastnosti a funkce

### Optické vlastnosti
Aromatické aminokyseliny s výjimkou histidinu absorbují ultrafialové záření od 250 nm a po vystavení němu fluoreskují, což lze využít k určení jejich koncentrací v roztoku.
Většina bílkovin obsahuje tyrosin a tryptofan, které absorbují s maximem na 280 nm (tryptofan) a 274 nm (tyrosin).

### Vliv na strukturu a funkci bílkovin
Aromatické aminokyseliny u řady bílkovin stabilizují skládané struktury.
Aromatické zbytky se často výrazně podílejí na protein-proteinových a protein-ligandových interakcích.

### Aromatické aminokyseliny jako prekurzory
Aromatické aminokyseliny jsou častými prekurzory biomolekul.
1. Z histidinu vzniká histamin.
2. Z tryptofanu se vytváří 5-hydroxytryptofan, dále se přeměňující na serotonin, tryptamin, auxiny, kynureniny, nebo melatonin.[6]
3. Tyrosin je prekurzorem L-3,4-dihydroxyfenylalaninu, dopaminu, noradrenalinu, adrenalinu, a hormonu thyroxinu. Také z něj vznikají oktopamin a melanin.[6]
4. Z fenylalaninu se vytváří tyrosin.

## Metabolismus

### Šikimátová dráha

Šikimátová dráha a příklady aminokyselin sloužících jako prekurzory

V rostlinách se objevuje šikimátová dráha, která nejprve vytváří chorismát, jenž je prekurzorem fenylalaninu, tyrosinu, a tryptofanu. Z těchto aminokyselin poté vznikají sekundární metabolity potřebné pro biologické funkce rostlin, jako jsou hormony kyselina salicylová a auxiny. Enzymy příslušných metabolických drah mohou být regulovány inhibitory, jež mohou zastavit tvorbu chorismátu, a tím posléze veškeré biologické funkce organismu; herbicidy a antibiotika inhibující enzymy zapojené do syntézy aromatických aminokyselin jsou tak pro rostliny toxické, například glyfosát takto inhibuje 5-enolpyruvylšikimát-3-fosfátsyntázu

### Ve výživě
Živočichové získávají aromatické aminokyseliny z potravy, ale téměř všechny rostliny a některé mikroorganismy je vytváří metabolicky náročnou šikimátovou drahou. Histidin, fenylalanin, a tryptofan, jsou pro živočichy esenciální, zatímco tyrosin je poloesenciální: živočichové si jej mohou vytvořit, ale pouze z fenylalaninu. Fenylketonurie, geneticky podmíněný nedostatek enzymu fenylalaninhydroxylázy, způsobuje neschopnost štěpení fenylalaninu, kdy pak nedostatečný příjem tryptofanu způsobuje opoždění vývoje kostí.
Nadměrný příjem aromatických aminokyselin mívá za následek vysoký krevní tlak.
Aromatické stopové aminy, jako je tyramin, mohou nahradit noreadrenalin v periferálních monoaminových vezikulech a u lidí příjmajících inhibitory monoaminoxidázy vyvolat i stavy ohrožující život.